# Burni Kapal
Burni Kapal är ett berg i Indonesien.   Det ligger i provinsen Aceh, i den västra delen av landet, 1 600 km nordväst om huvudstaden Jakarta. Toppen på Burni Kapal är 1 979 meter över havet.
Terrängen runt Burni Kapal är bergig åt sydost, men åt nordväst är den kuperad.Runt Burni Kapal är det mycket glesbefolkat, med 4 invånare per kvadratkilometer. I omgivningarna runt Burni Kapal växer i huvudsak städsegrön lövskog.